# RSC Anderlecht (kvinder)
RSC Anderlecht Féminin er en belgisk fodboldklub for kvinder, der repræsenterer RSC Anderlecht i Super League og tidligere i BeNe League. Klubben blev etableret i 1971 som Brussels Dames 71, og kvindernes afdeling blev etableret i 1993. Klubben vandt det belgiske mesterskab i kvindernes Super League i 2018, 2019 og igen i 2020.

## Titler

### Officielle
- Super League (7)
  - 2018, 2019, 2020, 2021, 2022, 2023, 2024
- 1. division (4)
  - 1987, 1995, 1997, 1998
- Belgiske pokalturnering (10)
  - 1984, 1985, 1987, 1991, 1994, 1996, 1998, 1999, 2005, 2013
- Belgiske supercup (3)
  - 1995, 1996, 1997

### Pr. invitation
- Menton Tournament (4)
  - 1992, 1996, 1999, 2003